# Certosa di Notre-Dame-des-Prés

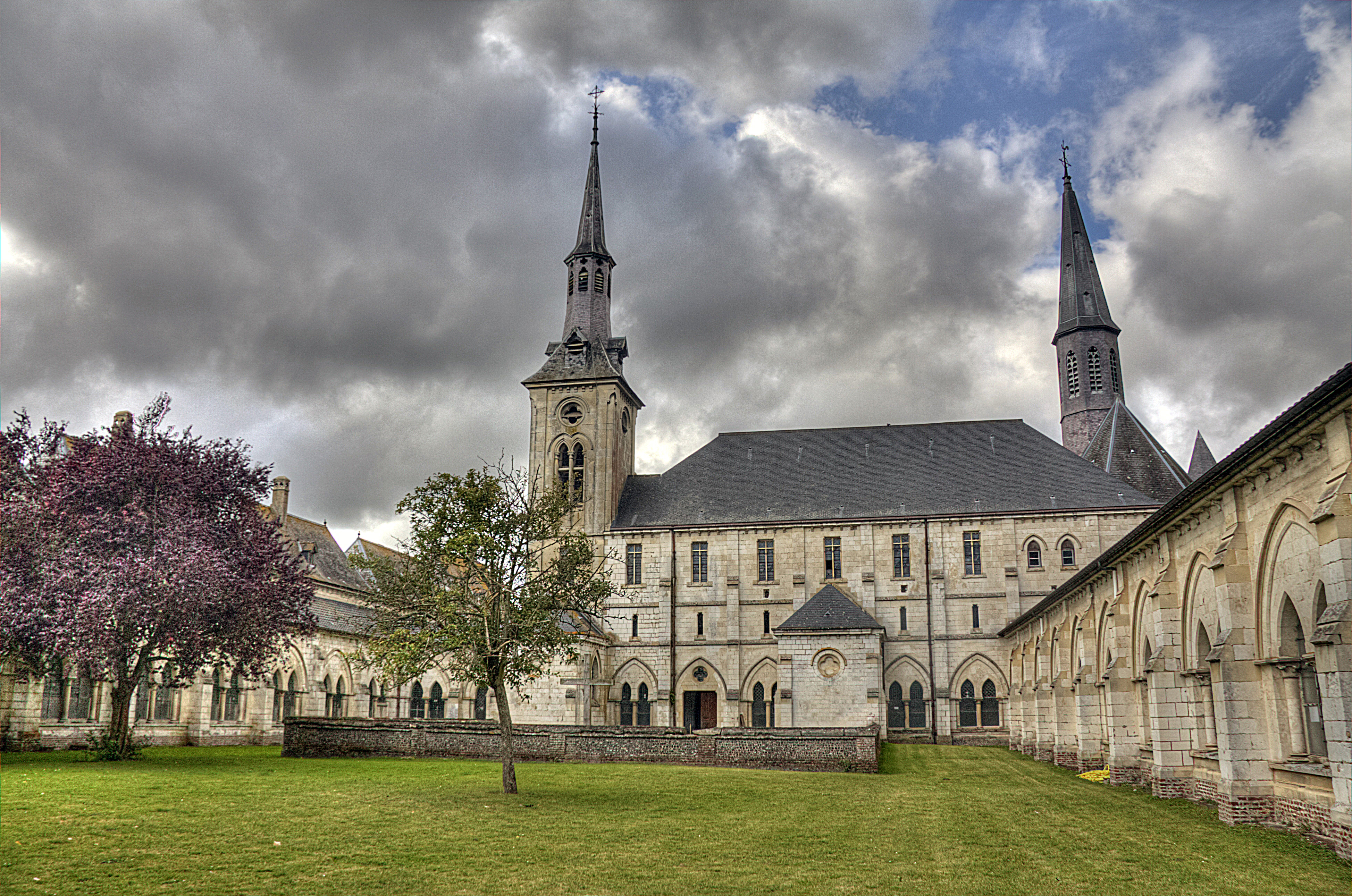
Il grande chiostro dell'abbazia

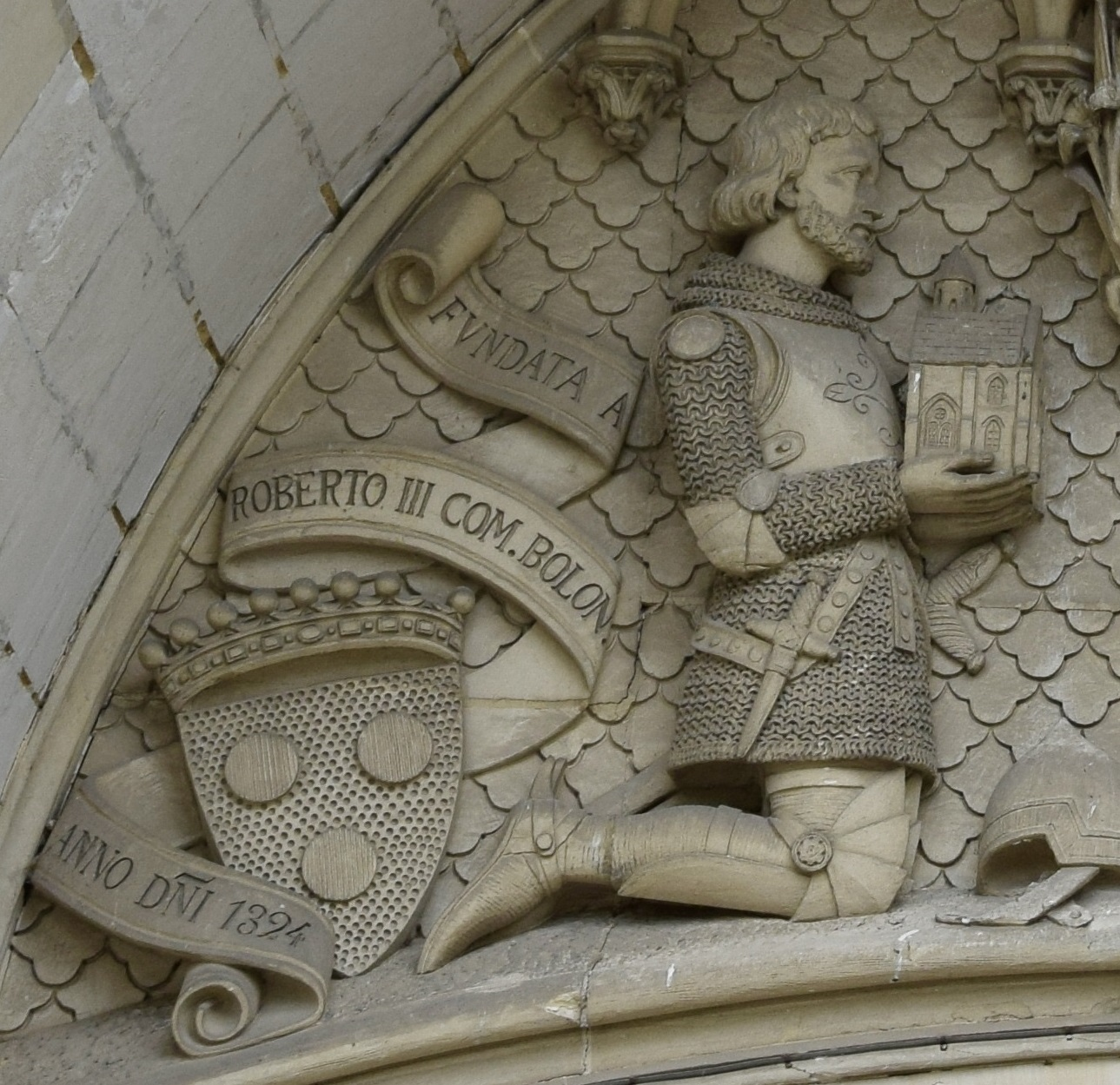
Scultura nell'abbazia

La certosa di Notre-Dame-des-Prés (in francese Chartreuse Notre-Dame-des-Prés) è un complesso monastico del comune francese di Neuville-sous-Montreuil, nel dipartimento del Passo di Calais (regione dell'Alta Francia, Francia nord-orientale), fondato nel 1324 e ricostruito nella forma definitiva tra il 1870 e il 1875.
Il luogo accoglie circa 15.000 visitatori l'anno.

## Storia
Il monastero venne fondato nel 1324 forse da Roberto III, conte di Boulogne o da Roberto VII, conte di Boulogne e Alvernia. A quest'ultimo è legata una leggenda, secondo cui egli avrebbe maturato la decisione di costruire il monastero dopo una visita al convento di suore di Santa Austreberta a Montreuil-sur-Mer, durante la quale si sarebbe soffermato ad ammire un dipinto e avrebbe visto il il volto di Cristo raffigurato in una drappo retto da Santa Veronica voltarsi ogni qual volta lui lo osservava.
L'edificio subì in seguito varie distruzioni, alle quali seguirono altrettante ricostruzioni fino all'epoca della Rivoluzione francese. Tuttavia, alla fine del XVIII restava ben poco delle parti antiche del monastero.
A partire dal 1870 venne quindi intrapresa, ad opera da Clovis Normand, architetto originario di Hesdin, la definitiva opera di ricostruzione del complesso monastico ricostruzione, che durò cinque anni.. In seguito, a partire dal 1880 la certosa di Neuville divenne la sede della tipografia generale dell'Ordine dei Certosini d'Europa, funzione che assolse per i 21 anni successivi. 
Nel 1901, dopo la legge che separava i beni di proprietà della Chiesa da quelli di proprietà dello Stato, i monaci certosini che risiedevano nel monastero furono costretti ad abbandonare la struttura e a trasferirsi in Inghilterra, nella certosa di Parkminster, nei dintorni di Brighton. La certosa di Neuville venne così in seguito utilzzata come sanatorio, inaugurato nel 1907 da Georges Clémenceau e Victor Morel, e, contemporaneamente, da alcuni artisti come  falansterio, presieduto da Anatole France. Agli eventi culturali associati al falasterio, quali concerti e letture di poesie, parteciparono artisti quali Guillaume Apollinaire, Gustave Charpentier,  Paul Fort, Adolphe Gumery, Georges Isambard,  Ludmila Savitzky e Henri le Sidaner.
Nel 1914 corso della prima guerra mondiale, la certosa di Neuville, divenuta nel frattempo di proprietà del governo belga, divenne il più grande ospedale civile d'Europa, che ospitò circa 5.000 rifugiati civili (599 dei quali morirono di tifo) provenienti dalla regione di Ypres. In seguito, terminato il conflitto, l'edificio venne convertito in ospedale psichiatrico.
Il 28 dicembre 1993, la certosa di Notre-Dame-des-Prés di Neuville venne dichiarata monumento storico. In seguito, la struttura fu occupata per cinque anni, tra il 1998 e il 2003, dall'ordine delle Piccole Suore di Betlemme, dopodiché, a partire dal 2008, iniziò gradualmente ad essere aperta al pubblico dopo essere stato acquisita dall'associazione "La Chartreuse Neuville".
A partire poi dal 2016, la certosa di Neuville ha affidato la gestione dei giardini all'Istituto Vavrilov di San Pietroburgo, che si occupa di biodiversità

## Architettura

### Esterni
I giardini della certosa si estendono per circa 6000 mq. Nei giardini della certosa si possono ammirare piante medicinali e antiche piante di legumi.